# Kondriuce, Dovjansk
Kondriuce (în ucraineană Кондрюче) este un sat în așezarea urbană Kundriuce din orașul regional Dovjansk, regiunea Luhansk, Ucraina.

## Demografie
Componența lingvistică a localității Kondriuce
     Ucraineană (52,88%)
     Rusă (46,76%)
     Alte limbi (0,36%)
Conform recensământului din 2001, majoritatea populației localității Kondriuce era vorbitoare de ucraineană (52,88%), existând în minoritate și vorbitori de rusă (46,76%).